# Баритон (духов инструмент)
Баритонът е средно голям музикален инструмент от групата на медните духови инструменти.
Настроен е на „B♭“ (си бемол), т.е. ще свири в хармонична серия (ред) „B♭“, ако никоя клапа не се използва.
Инструментът често е използван в духовите оркестри, както професионални, така и любителски – училищни и др.